# Vrysélla
Vrysélla, en grec moderne : Βρυσέλλα, est un village du dème de Filiátes, district régional de Thesprotie, en Épire, Grèce.
Selon le recensement de 2011, la population du village s'élève à 267 habitants.